# Luo Jianming
Luo Jianming, född 6 november 1969, är en kinesisk före detta tyngdlyftare.
Han blev olympisk bronsmedaljör i 56-kilosklassen i tyngdlyftning vid sommarspelen 1992 i Barcelona.